# Máximo II de Antioquia
Máximo II de Antioquia foi bispo de Antioquia entre 449 e 455. Durante o seu episcopado a sé de Antioquia foi elevada e o seu representante passou a ser designado patriarca de Antioquia. Ele era um ortodoxo oriental.

## História
Após a deposição de Dono II pelo segundo concílio de Éfeso (449), Dióscoro, o Patriarca de Alexandria monofisista, persuadiu o imperador romano Teodósio II a preencher a vaga com um clérigo de Constantinopla. Máximo foi selecionado e consagrado, em clara violação do direito canônico, pelo Patriarca de Constantinopla, Anatólio, sem o conhecimento ou sanção do povo de Antioquia.
Máximo, ainda que sua elevação ao cargo tenha sido sob condições questionáveis, ganhou uma reputação positiva pela forma como conduziu sua diocese e província. Ele despachou correspondências para as igrejas que estavam sob sua sé metropolitana exigindo a assinatura de todos os bispos ao famoso "Tomo de Leão", do Papa Leão I, e num outro documento condenando tanto a Nestório quanto Eutiques.
Tendo assim discretamente consolidado a sua posição, ele foi convocado para o Concílio de Calcedônia em outubro de 451 d.C. e tomou sem lugar sem questionamentos. Quando os atos do segundo concílio de Éfeso (o chamado "latrocínio de Éfeso") foram esmagados, incluindo a deposição de outros prelados, uma exceção especial foi feita para acomodar a situação de Dono II e Máximo, com base no fato de que Leão já tinha iniciado a comunhão com Antioquia e reconhecera o episcopado de Máximo (Philippe Labbe, Concilia, iv. 682)..
Sua mais importante controvérsia em Calcedônia foi com Juvenal de Jerusalém sobre os limites de seus respectivos patriarcados, uma longa e amarga discussão que, ao final, chegou à conclusão (aceita pelo concílio) de que Antioquia deveria ministrar para as províncias das duas Fenícias e da Arábia e que as três províncias da Palestina estaria sob a gestão do Patriarca de Jerusalém.
Máximo depois aparece numa carta, data de 11 de junho de 453, do Papa Leão, a quem ele tinha apelado em defesa de suas prerrogativas na sua sé. Leão prometeu ajudá-lo contra Jerusalém e Constantinopla, exortando-o a afirmar seus privilégios como bispo da terceira sé mais importante da cristandade (ou seja, apenas inferior à Igreja de Alexandria e à Igreja de Roma). O zelo de Máximo pela fé ortodoxa recebeu uma condenação morna de Leão, que novamente o exortou, como consors apostolicae sedis, a manter a sua doutrina fundamentada no speciali magisterio de São Pedro nas cidades de Antioquia e Roma, contra os ensinamentos incorretos de Nestório e Eutiques e também que vigiasse as igrejas do oriente, mantendo-o informado dos desdobramentos. Leão terminou sua carta com um pedido para que Máximo restrinja pessoas não ordenadas, sejam monges ou leigos, de pregarem e ensinarem.
Dois anos depois, em 455 d.C., o espiscopado de Máximo terminou em desastre com sua deposição. A natureza de suas ofensas não foi especificado em lugar algum e também não sabemos quantos anos mais ele viveu depois dela.